# Craig Henighan
Craig Henighan é um sonoplasta americano. Conhecido por ter trabalhado em Cisne Negro (2010) e Stranger Things (2016) foi, como reconhecimento, indicado ao Óscar 2019 na categoria de Melhor Mixagem de Som por Roma (2018).